# Irving-Gletscher
Der Irving-Gletscher ist ein Gletscher im ostantarktischen Viktorialand. In der Convoy Range fließt er in nordwestlicher Richtung zwischen den Coombs Hills und dem Wyandot Ridge zum Odell-Gletscher.
Das Advisory Committee on Antarctic Names benannte ihn 1999 nach Ronald Karl Irving (1912–1997), Kapitän des Transportschiffs USS Wyandot bei der vierten Operation Deep Freeze zwischen 1958 und 1959.